# Roma Downey

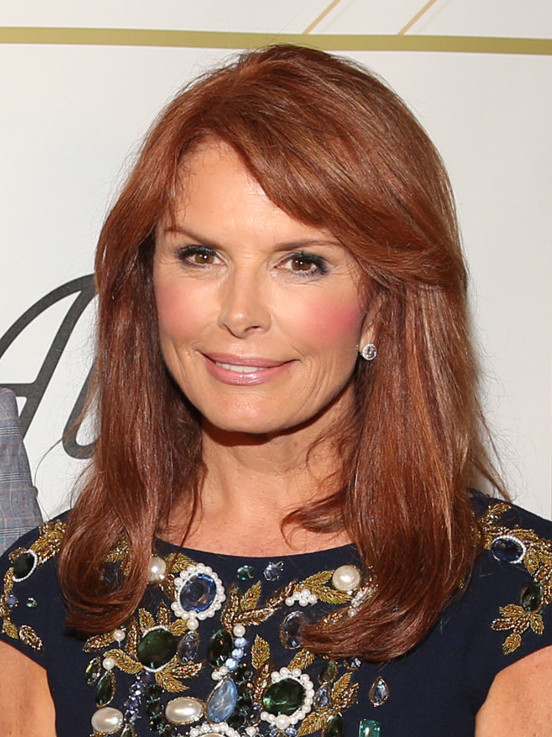

Rosemary „Roma“ Downey (* 6. Mai 1960 in Derry, Nordirland) ist eine britische Schauspielerin und Filmproduzentin.

## Karriere
Roma Downey studierte zunächst Kunst am Brighton College of Art und schloss ihr Studium mit dem Bachelor ab. Anschließend schrieb sie sich am renommierten Londoner Drama Studio ein, wo sie ihre Schauspielausbildung erhielt. Als Bühnendarstellerin spielte sie in diversen klassischen Stücken und tourte mit dem Ensemble des Abbey Theatre durch die Vereinigten Staaten, wo sie auch am Broadway spielte. Hier wurde sie schließlich 1991 für das Fernsehen entdeckt. Sie verkörperte Jacqueline Kennedy Onassis in der preisgekrönten Miniserie A Woman Named Jackie, gefolgt von Gastauftritten in mehreren Fernsehserien.
Von 1994 bis 2003 war Roma Downey in der Rolle des Engels Monica in der Fernsehserie Ein Hauch von Himmel zu sehen.
In dem Zeichentrickfilm Abenteuer in Jerusalem – Jesus und die Tiere von 2008 lieh sie der Igeldame Petra ihre Stimme.
2013 war sie als Executive Producerin an der Miniserie Die Bibel beteiligt. Außerdem übernahm sie die Rolle der Maria.

### Privatleben
Downey war in erster Ehe von 1986 bis 1989 mit dem Schauspieler Leland Orser und in zweiter Ehe von 1995 bis 1998 mit dem Regisseur David Anspaugh verheiratet. Aus der zweiten Ehe ging ein Kind hervor.

## Filmografie (Auswahl)
Als Schauspielerin
- 1991: Das Schicksal der Jackie O. (A Woman Named Jackie, Miniserie, 3 Episoden)
- 1992: Mut zur Liebe (Getting Up and Going Home, Fernsehfilm)
- 1992: Devlin (Fernsehfilm)
- 1994: Hercules und das Amazonenheer (Hercules and the Amazon Women, Fernsehfilm)
- 1994–2003: Ein Hauch von Himmel (Touched by an Angel, Fernsehserie, 209 Episoden)
- 1995: Entführt und vergraben (A Child Is Missing, Fernsehfilm)
- 1997: Hilfe, ich habe eine Familie! (Borrowed Hearts, Fernsehfilm)
- 1998: Helen Keller – Weg aus dem Dunkel (Monday After the Miracle, Fernsehfilm)
- 1999: Absturz – Leben nach der Katastrophe (A Secret Life, Fernsehfilm)
- 2001: Schon wieder Flitterwochen (Second Honeymoon, Fernsehfilm)
- 2001: The Sons of Mistletoe (Fernsehfilm)
- 2004: Mordmotiv: Rache (The Survivors Club, Fernsehfilm)
- 2004: Funky Monkey – Ein Affe in geheimer Mission (Funky Monkey)
- 2008: Abenteuer in Jerusalem – Jesus und die Tiere (At Jesus’ Side, Stimme der Igeldame)
- 2013: Die Bibel (The Bible, Miniserie, 3 Episoden)
- 2014: Son of God

Als Filmproduzentin
- 2014: Son of God
- 2021: Resurrection
- 2023: On a Wing and a Prayer – Gefahr am Horizont (On a Wing and a Prayer)